# Konche (Maß)
Eine Konche (altgriechisch κογχε ‚Muschel‘) ist ein antikes Hohlmaß.
Die Konche wurden vor allem als Maß für Salben und für Medizin verwandt. Eine „Große Konche“ entsprach einem Oxybaphon (etwa 0,051 Liter), eine „Kleine Konche“ wurde mit einem halben Kyathos angegeben (≈ 0,017 Liter).